# G.I. Joe - La vendetta
G. I. Joe - La vendetta (G.I. Joe: Retaliation) è un film del 2013 diretto da Jon Chu. Seconda trasposizione cinematografica in live action dei celebri giocattoli della Hasbro G.I. Joe, il film è il sequel di G.I. Joe - La nascita dei Cobra distribuito nel 2009, ed è stato scritto dagli sceneggiatori Rhett Reese e Paul Wernick, gli stessi del film Benvenuti a Zombieland. Dwayne Johnson, Bruce Willis e Adrianne Palicki sono tra i nuovi protagonisti del film, mentre restano, reinterpretando gli stessi ruoli, Channing Tatum, Arnold Vosloo, Ray Park, Jonathan Pryce e Lee Byung-hun. Assenti invece Sienna Miller e Dennis Quaid. Il film ha incassato 371.923.060 dollari in tutto il mondo.
Nel 2021 è uscito il prequel/spin-off del film Snake Eyes: G.I. Joe - Le origini.

## Trama
Dopo l'apparente distruzione dell'organizzazione terroristica internazionale nota con il nome di Cobra i membri del gruppo speciale G.I. Joe continuano a fare il loro lavoro in giro per il mondo; Duke è ora stabilmente a capo di un'unità, composta da soldati come il sergente maggiore Roadblock, mitragliere della squadra, la giovane e dura Lady Jaye, il presuntuoso ma abile specialista Flint, il cecchino Mouse e altri; Snake Eyes è momentaneamente assente, a caccia dei Cobra sfuggiti, in primis Storm Shadow e Zartan. I Joe ignorano però che nel film precedente Zartan ha assunto le sembianze del presidente degli Stati Uniti e li controlla dalla Casa Bianca.
Quando il presidente del Pakistan viene assassinato il presidente/Zartan manda i G. I. Joe a recuperare una testata nucleare da un silos di lancio per missili; la squadra esegue senza problemi la missione, ma mentre si preparano a trasportare l'obiettivo in un posto sicuro, degli strani microrobot simili a lucciole (capaci di volare e lampeggiare) si dispongono intorno a loro ed esplodono, e i superstiti vengono attaccati da alcuni assaltatori di Cobra, venuti a sterminarli. Solo Duke, Roadblock, Flint e Lady Jaye si salvano, nascondendosi in un pozzo.
Zartan/Presidente, dopo avere fatto visita al vero presidente, rinchiuso in una casa di campagna, tiene una conferenza stampa in cui produce false prove che accusano Snake Eyes di essere l'assassino del suo collega pakistano, e continua sostenendo che i G. I. Joe hanno inscenato il tutto per mettere le mani sulla testata; in conclusione Zartan invita i capi delle potenze atomiche mondiali a un summit per discutere una politica di disarmo. Snake Eyes viene arrestato e condotto in Germania, in un carcere americano supersegreto situato centinaia di metri sottoterra, cosa che consente di sfuggire ai regolamenti di qualunque nazione; qui sono prigionieri anche Cobra Commander e Destro, tenuti in animazione sospesa, una sorta di sonno da svegli. Snake Eyes avverte il direttore (un uomo arrogante che dichiara di essere un suo fan) che le cose andranno in modo diverso da quanto creda; sotto il costume di Snake Eyes si cela Storm Shadow, vero autore dell'assassinio in Pakistan. Il ninja si fa mettere in gabbia come tutti, ma subito dopo rallenta il battito per fingere un arresto cardiaco. Dopo essere stato tirato fuori per essere rianimato uccide il personale e libera il Comandante, che decide di lasciare Destro dove si trova; tuttavia nessuno dei due è in grado di passare oltre le guardie all'ascensore. A questo provvede il sabotatore mercenario Firefly, colui che ha mandato le lucciole esplosive incontro ai Joe, e che entra nel complesso facendo uscire i due; il direttore ferito, fa esplodere un fusto per il raffreddamento e Storm Shadow viene colpito e bruciato sulla schiena, e a Firefly viene quindi ordinato di portare il ninja nel rifugio in montagna. A loro insaputa i tre sono tenuti d'occhio dal vero Snake Eyes, che torna a Tokyo nella sede del clan Arashikage, dove il Maestro Cieco, successore del Maestro ucciso, sta terminando l'addestramento di Jinx, cugina di Storm Shadow, e la testa contro Snake Eyes; pur non essendo di grado di battere il Maestro Silenzioso Jinx si rivela pronta e il Maestro Cieco spedisce i due a prelevare Storm Shadow, vivo, per rispondere delle accuse.
Duke, Roadblock, Flint e Lady Jaye riescono a uscire dal pozzo e fanno il punto: solo il Presidente può ordinare la distruzione dei G.I. Joe, e se è così essi sono bollati come traditori. Cercando altri sopravvissuti ricevono risposta da Jinx che sta andando in Tibet e si incamminano per tornare negli Stati Uniti in qualche modo.
Il Comandante e Firefly si trovano in un impianto segreto a controllare i progressi del progetto ZEUS e la costruzione dei tank HISS (HIgh Speed Sentry), e Zartan li informa che alcuni Joe mancano all'appello; Firefly si incarica di provvedere a loro.
In Tibet Storm Shadow viene guarito da un'anziana quando i ninja a guardia del rifugio cadono nel burrone uno dopo l'altro; Storm Shadow, vestito da tuta bianca da ninja, si mette in moto e trova il suo antico compagno ad attenderlo; i due ingaggiano un breve duello  e quando sembra che Storm Shadow abbia la meglio, Snake Eyes lo tiene fermo in modo che Jinx (che intanto ha messo fuori gioco l'anziana) possa stordirlo con il gas. I due impacchettano il nemico e scappano tramite una specie di corda da teleferica, inseguiti dai ninja rossi; dopo una lunga e pericolosa battaglia sul crinale della montagna, Snake Eyes si sbarazza dei nemici provocando una valanga.
I Joe sopravvissuti tornano intanto negli Stati Uniti, nella città natale di Roadblock, dove il mitragliere li nasconde nella vecchia palestra chiusa che frequentava un tempo; fatto l'inventario delle loro magre risorse, riflettono sulla possibilità che il Presidente non sia sé stesso, Lady Jaye nota infatti che l'uomo a mesi di distanza ha cambiato modo di parlare e postura. Non avendo prove né appoggi, Roadblock suggerisce un possibile alleato: il generale Joe Colton, un tempo noto come G. I. Joe e fautore della loro unità. Colton sorprende i tre in casa sua e si fa dire tutto; senza prove non si può fare nulla, ma Colton li fa arrivare al Capo dello staff presidenziale, che i tre costringono a "imbucare" Lady Jaye alla Casa Bianca come giornalista.
Zandar, finto agente dei Servizi Segreti al soldo di Cobra, fiuta una trappola, ma quando Jaye viene identificata nel database militare, la donna ha preso un capello del Presidente, che analizzato in tempo reale risulta essere di Zartan (la nanotecnologia ha cambiato voce e volto ma non il DNA); questi viene avvertito ed evacuato da Zandar, mentre Roadblock aspetta per piazzare una cimice e scoprire dove sta andando, ma Firefly si mette in mezzo e Roadblock perde la sola occasione. Dopo una breve lotta tra Firefly e Roadblock, nel quale quest'ultimo sta avendo la peggio, Flint investe il sabotatore che sopravvive e si allontana. Tornati al nascondiglio, possono solo aspettare mentre Flint, che cerca di avvicinarsi a Lady Jaye, viene a sapere che il suo arruolamento fu causato dal padre, un militare di carriera in una famiglia di soldati da generazioni, convinto oppositore della presenza femminile nell'esercito; Jaye desiderava riuscire a superare il suo grado per provargli il suo errore, ma il padre morì prima che ci riuscisse.
A Tokyo Storm Shadow si discolpa provando che la sua spada, la stessa usata per uccidere Hard Master, si spezza contro quella di Snake Eyes, poiché non è fatta da qualcuno del clan. Il Maestro Cieco chiede chi aveva interesse a fingere la sua colpevolezza e Storm Shadow intuisce che l'uomo da cui si rifugiò dopo la morte del Maestro altri non era che Zartan, travestito da anziano fabbro dei ninja (con una regolare maschera, diversa dalla nanotecnologia della MARS che ha ricevuto nel film precedente).
A questo punto Storm Shadow deve redimersi aiutando i Joe a ripristinare l'ordine costituito; i tre ninja vanno a ragguagliare i tre soldati, anche se Flint non è contento della presenza di un ex Cobra nei ranghi. Con il quadro completo del piano del Comandante, Colton si convince e si unisce al gruppo, portando armamenti e vecchi amici fidati a bilanciare le proporzioni di forza; preparato un piano, il gruppo si muove.
Zartan ha convocato il vertice in una struttura militare di Cobra, dove attiva i missili nucleari americani per spingere i leader stranieri a fare altrettanto; una volta che tutti hanno risposto, Zartan detona le testate americane, e obbliga i leader mondiali a fare lo stesso; la situazione di apparente parità cambia quando Presidente/Zartan e lo stesso Comandante rivelano l'esistenza di Zeus, una rete di satelliti in orbita, ognuno caricato con una grossa barra di tungsteno, che viene accelerata e sparata verso la superficie terrestre a otto volte la forza di gravità (il nome Zeus viene dalla similitudine con il fulmine del dio greco); la dimostrazione fatta su Londra distrugge una vasta area più di qualunque bomba nucleare, senza il problema delle radiazioni; una volta distrutta Londra, gli altri satelliti si muovono per posizionarsi sulle capitali degli altri Stati, mentre truppe Cobra prendono il controllo diretto e pubblico di Washington. I G.I. Joe fanno la loro mossa: Roadblock toglie di torno i carri HISS, Storm Shadow e Jinx (presenti dentro la sala) agiscono come cavallo di Troia, dopo che Flint e Snake Eyes hanno ucciso le sentinelle; la squadra di Colton controlla il perimetro e ricaccia i Cobra, mentre Colton stesso libera il vero presidente con l'aiuto di Lady Jaye. Cobra Commander fugge in elicottero, affidando la valigetta a Firefly che scappa in direzione opposta; Roadblock lo intercetta e riesce ad avere la meglio sul criminale; dopo avere disattivato Zeus con l'autodistruzione il mitragliere se ne va mentre il sabotatore estrae l'ultima lucciola-robot, ma si accorge che il detonatore è in possesso di Roadblock, che lo fa esplodere. Infine Storm Shadow chiude il conto a Zartan con una spada prestatagli da Snake Eyes, e se ne va lasciandolo morire con la spada conficcata nel cuore, mentre riacquista il suo vero volto.
I G.I. Joe, discolpati davanti al mondo intero ed elogiati dal Presidente, sono premiati da Colton: Roadblock riceve la promozione a ufficiale che Duke gli aveva sempre chiesto (inutilmente) di accettare, Lady Jaye ottiene un grado superiore a quello del padre defunto (con cui Colton aveva servito anni prima), e Jinx diventa membro permanente dei Joe. Colton dona inoltre la sua amata pistola a Roadblock, riservandola per Cobra Commander.

## Produzione
Nel gennaio del 2010 Rhett Reese e Paul Wernick, gli sceneggiatori del film Benvenuti a Zombieland vennero ingaggiati per scrivere la sceneggiatura per il sequel di G.I. Joe - La nascita dei Cobra. Originariamente Stephen Sommers doveva ritornare a dirigere il film, ma la Paramount Pictures annunciò nel febbraio 2011 che Jon Chu avrebbe diretto il sequel e che sarebbe stato distribuito il 29 giugno del 2012. Il titolo del film doveva essere G.I. Joe: Cobra Strikes, ma la notizia venne smentita da Reese su Twitter. Nel luglio del 2011 il titolo del sequel è stato rivelato ufficialmente.. Il budget di produzione speso per il film è stato di 130 milioni di dollari.
Tra i nomi interpellati per il ruolo di Roadblock c'era anche Tyrese Gibson; per svincolare l'attore dal ruolo che ricopriva nella saga Transformers, la prima bozza della sceneggiatura per Transformers 4 - L'era dell'estinzione prevedeva che il suo personaggio venisse ucciso insieme a uno degli Autobot; una delle battute di G.I. Joe: la vendetta avrebbe dovuto riferirsi a esso: "Hey, non eri coinvolto in quella pazza guerra di robot?"
Costato 130 000 000 di dollari, è il secondo caso per il quale un sequel sia costato meno dell'originale per il quale furono spesi 175 000 000 di dollari.

## Ritardi
Nel maggio del 2012, meno di due mesi dall'uscita prevista, la Paramount decise di rimandare all'anno 2013 il film; il regista Jon Chu e la società dichiararono che la scelta era dovuta alla necessità di completare la conversione 3D della pellicola, poiché i tempi non consentivano di rispettare le consegne.
Alcuni giorni dopo i siti Deadline Hollywood e The Hollywood Reporter riportarono nei loro articoli motivazioni più estese.

Gli autori sostengono che la decisione si deve a una serie di circostanze verificatesi contemporaneamente:
- l'anteprima del film davanti a un pubblico selezionato avrebbe ricevuto critiche riguardo al ruolo di Channing Tatum (Duke), ritenuto troppo piccolo, oltre al mancato uso del 3D: la produzione avrebbe preso tempo per aggiungere qualche scena con Tatum, che in quel periodo era impegnato anche sui set di The Vow e 21 Jump Street.
- diverse case di produzione avevano investito grosse somme in film rivelatisi dei flop al botteghino americano, salvandosi in parte all'estero per l'uso del 3D: tra questi John Carter della Disney, Battleship della Universal, Dark Shadows della Warner Bros.; si temeva un effetto simile anche per Men in Black 3 della Sony.
- la Paramount in questi anni avrebbe speso poche risorse (tempo, denaro, idee) personalmente sui progetti, lasciando che gli esterni facessero il lavoro per loro; è il caso della Marvel Studios e tutto il ciclo legato ai Vendicatori, della trilogia Transformers (il lavoro sul campo è stato fatto dalla Dreamworks di Steven Spielberg).
- la società ha spostato diversi eventi importanti a fine 2012-inizio 2013, come Hansel and Gretel: Witch hunters con Jeremy Renner; le malelingue hanno sostenuto che l'obiettivo fosse attendere una maggiore popolarità dell'attore grazie alle sue partecipazioni a The Avengers e The Bourne Legacy.
- il periodo prescelto inizialmente (giugno/luglio) è il migliore per la stagione cinematografica americana, e per questo molti blockbuster escono in estate; nel 2012 la concorrenza più pericolosa era rappresentata dal terzo Batman di Christopher Nolan e dal reboot di Spider-Man; più avanti c'era anche il secondo capitolo del film I mercenari 2.

A causa del ritardo della pellicola è stata posticipata anche l'uscita della linea di giocattoli della Hasbro legata al film (di cui peraltro alcuni esemplari erano da poco in circolazione) aggiornata al marzo del 2013.

## Doppiaggio
Nei primi trailer pubblicati l'anno precedente per l'uscita (poi annullata) alcune voci erano diverse; in particolare Dwayne Johnson e Bruce Willis erano doppiati da Luca Ward e Luca Biagini; gli stessi trailer, riproposti nuovamente nel 2013, erano ridoppiati da Saverio Indrio e Angelo Maggi, che sono stati scelti per i ruoli di Roadblock e Joe Colton nella pellicola.

## Promozione
Il trailer in lingua originale è stato inserito su YouTube dal canale Machinima.com il 12 dicembre 2011. La canzone che si sente alla fine del trailer è Seven Nation Army cantata dai White Stripes e remixata da The Glitch Mob. Il trailer italiano è uscito il 19 dicembre 2011, per essere poi seguito da un nuovo trailer a distanza di quasi un anno, il 14 dicembre 2012. Le action figures di Retaliation sono state presentate al ToyFare di New York. Pare che non saranno distribuite in Europa. Tra il 19 aprile e il 20 aprile 2012 sono stati diffusi nel web a cadenza regolare i character poster dei personaggi del film.. A gennaio del 2013 è stato annunciato dal vice presidente e direttore marketing della Paramount Rob Moore che in occasione dell'uscita americana di Hansel & Gretel - Cacciatori di streghe verranno mostrati 4 minuti in anteprima del film: si tratta di un contenuto già mostrato in Asia, ma ancora non si hanno notizie per quanto riguarda un'eventuale anteprima italiana. Il 20 marzo 2013 la Universal Pictures International Italy diffonde sul web la locandina italiana.

## Distribuzione
Il film doveva essere distribuito nelle sale statunitensi il 29 giugno 2012 e in Italia il 20 luglio dello stesso anno, ma il 23 maggio 2012, a causa di alcuni ritardi di programmazione, l'uscita del film delle sale statunitensi è stata posticipata al 29 marzo 2013 mentre in Italia per il 28 marzo dello stesso anno.

## Accoglienza
L'incasso totale è stato di 371923060 $, di cui 122523060 $ incassati negli Stati Uniti e 249400000 $ nel resto del mondo.
Come il film precedente, ha ricevuto recensioni negative. Il sito aggregatore di recensioni Rotten Tomatoes riporta che il 29% delle 167 recensioni professionali ha dato un giudizio positivo, con un voto medio di 4,5 su 10.

## Sequel cancellato e spin-off
Dopo il buon successo del film Hasbro e Paramount hanno messo in cantiere un terzo capitolo della saga; non si hanno dettagli su trama e cast, anche se la Paramount ha per il momento confermato i personaggi attuali; non è ancora certo il ritorno di Jon Chu alla regia, poiché il regista è stato contattato per possibili adattamenti di He-Man & the Masters of the Universe e Jem & the Holograms.
Il 23 novembre 2015 il sito Deadline.com conferma che Akiva Goldsman non si occuperà più della sceneggiatura di Transformers 5 perché la Hasbro e la Paramount hanno deciso di ingaggiarlo per dare vita a nuove Writers Room che stabiliranno il destino di altre due proprietà Hasbro, G.I. Joe e Micronauti.
Nel settembre del 2017 viene annunciato che il terzo film è stato cancellato a favore di un reboot del franchise.
Nel 2021 viene distribuito il prequel/spin-off Snake Eyes: G.I. Joe - Le origini.